# ハンネス・マイヤー

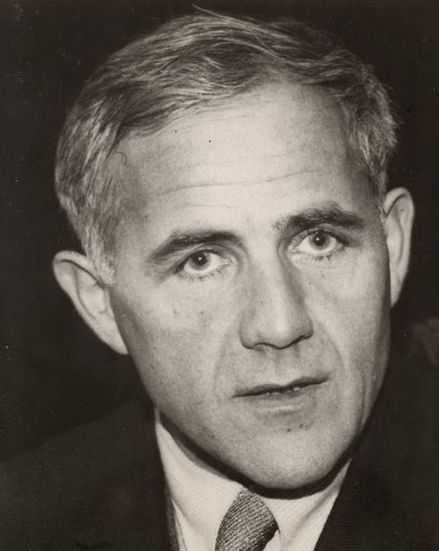
ハンネス・マイヤー

ハンネス・マイヤー（Hannes Meyer, Hans Emil Meyer; 1889年11月18日 - 1954年7月19日）は、スイス・バーゼル出身の建築家、都市計画家、建築についての教育者。

## 人物
スイス、ドイツ、イギリスで建築を学ぶ。ハンス・ウイットワーと事務所を開き、国際連盟本部のプロジェクトなどを設計した。1916年から1918年までエッセンのクルップで部長を務めた。1928年には、CIAM（近代建築国際会議）にも参加。
1928年からバウハウスの第2代校長を務め、バウハウスとしてはじめて本格的な建築課程（建築科）を設置した（バウハウスが当初から建築を重視していることから考えると、遅きに失しているとの評価あり）。しかし、1931年には、公然たる共産主義者だったため、校長を解雇された。
その後、高等建築建設学院ヴァシの招きでソ連（モスクワ）に亡命し、8人のメンバーで活動。高等技術教育学院の建設委員キプロットラスに所属し、教育施設などを手がける。ソ連には1937年まで滞在し、その間の1935年から建設学院の東シベリアおよび極東部長、建築アカデミーハウジング建設部局長などを歴任。
スイス、メキシコにおける教育活動を経て、スイスに戻る。
実作品としては、ADGB（全ドイツ労働組合総連合; Allgemeiner Deutscher Gewerkschaftsbund）の連合学校（ベルナウ, Bernau bei Berlin）が有名。
ソ連の都市計画でも、ニジニ・クリンスク、1932年のゴーリキ、ユダヤ自治州州都のビロビジャンなどの計画を多く手がけた。

## 参照
1. ↑  Bauhaus, 1919-1933, by Magdalena Droste, Bauhaus-Archiv, page 248
2. ↑  Richard A. Etlin editor, Art, culture, and media under the Third Reich, page 291, ISBN 0-226-22087-7
ISBN 978-0-226-22087-1
3. ↑  “Hannes Meyer and the Red Bauhaus-Brigade in the Soviet Union (1930-1937)”.   thecharnelhouse.org (2013年5月30日). 2025年1月2日閲覧。